# Mobile Revelers
I Mobile Revelers furono una squadra di pallacanestro di Mobile che militava nella NBA Development League, il campionato professionistico di sviluppo della National Basketball Association.
La squadra fu una tra le fondatrici della NBDL nel 2001, e al termine della stagione 2002-03 venne sciolta, non prima di aver vinto il titolo, battendo in finale i Fayetteville Patriots.

## Record stagione per stagione
| Mobile Revelers |                |    |    |      |                                                                                  |
| 2001–02         | 4°             | 30 | 26 | 54,0 | perde semifinali (North Charleston) 2-1                                          |
| 2002–03         | 3°             | 26 | 24 | 52,0 | vince semifinali (North Charleston) 2-0 vince D-League Finals (Fayetteville) 2-1 |
| Regular season  | Regular season | 56 | 50 | 51,4 | 2001-2003                                                                        |
| Play-off        | Play-off       | 5  | 3  | 62,5 | 2001-2003                                                                        |

## Palmarès
- Campione NBA D-League: 1

2003